# Margaret Sullavan
Margaret Brooke Sullavan (Norfolk, 16 maggio 1909 – New Haven, 1º gennaio 1960) è stata un'attrice statunitense.

## Biografia
Figlia del facoltoso broker Cornelius Hancock e dell'ereditiera Garland Sullavan, da bambina si dimostrò molto delicata e fragile. Nel periodo dell'adolescenza, durante il quale frequentò la scuola privata Chatham Episcopal Institute, manifestò tuttavia un animo ribelle e forte. Dopo aver terminato gli studi superiori, si trasferì a Boston dove andò a vivere con la sorellastra Weedie, per frequentare la sede bostoniana della scuola di recitazione Denishawn, diretta dalle sorelle Berta e da Francesca Braggiotti, seguendo contemporaneamente i corsi teatrali presso il Copley Theatre.
Per mantenersi agli studi di recitazione, incominciò a lavorare come commessa presso l'Harvard Coop, dove ebbe modo di conoscere il presidente dell'Harvard Dramatic Club e del gruppo teatrale studentesco di Harvard, Charles Leatherbee. Grazie a lui fece il suo esordio teatrale nel 1929 nel musical Close Up, scritto dal futuro compositore di Broadway, Bernard Hanighen. Tra i componenti del cast dello spettacolo c'era un giovane attore di nome Henry Fonda, con il quale nacque una relazione sentimentale e un sodalizio artistico. Sempre con Fonda, la Sullavan fece il suo esordio nel teatro professionale con lo spettacolo dal titolo The Devil in the Cheese, nello stesso 1929, diretto da Bretaigne Windust e interpretato da Logan Smith e Kent Smith. Nel 1931 fece il suo esordio a Broadway, dove venne scritturata da Lee Shubert per interpretare lo spettacolo A Modern Virgin. Nello stesso anno si sposò con Henry Fonda, dal quale però divorziò dopo appena due mesi.
Il 16 maggio 1933 la Sullavan giunse a Hollywood per fare il suo esordio cinematografico nella pellicola Solo una notte per la regia di John M. Stahl. Nella sua pellicola successiva, E adesso, pover'uomo? (1934), diretta dal suo regista preferito Frank Borzage, la Sullavan interpretò il ruolo di una donna che deve affrontare la vita quotidiana nella Germania all'indomani della prima guerra mondiale. Le caratteristiche della protagonista, donna esile e apparentemente fragile, affiancata da un uomo fisicamente più imponente ma emotivamente più debole, e destinata a vivere grandi e drammatiche disillusioni, saranno elementi che si potranno riscontrare in gran parte delle sue interpretazioni successive.
Dopo essere stata coinvolta in una tempestosa relazione sentimentale con il produttore teatrale Jed Harris, la Sullavan cercò di sottrarsi a questo rapporto accettando senza troppa esitazione il matrimonio con il regista William Wyler, che sposò il 25 novembre 1934. Anche questo matrimonio si rivelò un completo fallimento. Wyler fu anche il regista del film Le vie della fortuna (1935), dove l'attrice ebbe l'unica occasione di poter interpretare un personaggio in sintonia con il suo carattere profondamente ingenuo. Dopo il dramma storico La rosa del sud (1935), diretto da King Vidor, la Sullavan interpretò uno dei suoi pochi ruoli brillanti, quello della capricciosa e irascibile stella del cinema nella commedia Nel mondo della luna (1936) di William A. Seiter, di nuovo al fianco di Henry Fonda. Nel 1938 interpretò la pellicola Tre camerati, per la quale ebbe il suo unico riconoscimento a Hollywood, ovvero la candidatura al Premio Oscar per la migliore attrice.
Nel 1939 fu tra le attrici che si sottoposero ai provini per la selezione del personaggio di Rossella O'Hara nel celebre film Via col vento. L'anno successivo tornò alla commedia nel delizioso Scrivimi fermo posta (1940), diretto da Ernst Lubitsch e interpretato a fianco di James Stewart. La sua ultima interpretazione cinematografica fu la pellicola Non siate tristi per me (1950), diretto da Rudolph Maté, dove impersonò una donna destinata a morire di cancro, dando estrema prova della sua grande abilità nel recitare ruoli altamente drammatici.
La Sullavan soffrì a lungo di gravi attacchi di depressione, causati in gran parte da un difetto congenito dell'udito noto come otosclerosi, che peggiorò ulteriormente con il passare degli anni. Il 1º gennaio 1960 venne trovata morta in una stanza d'hotel di New Haven, a causa di una overdose di barbiturici. Non si hanno prove di suicidio. Aveva 50 anni.

## Filmografia

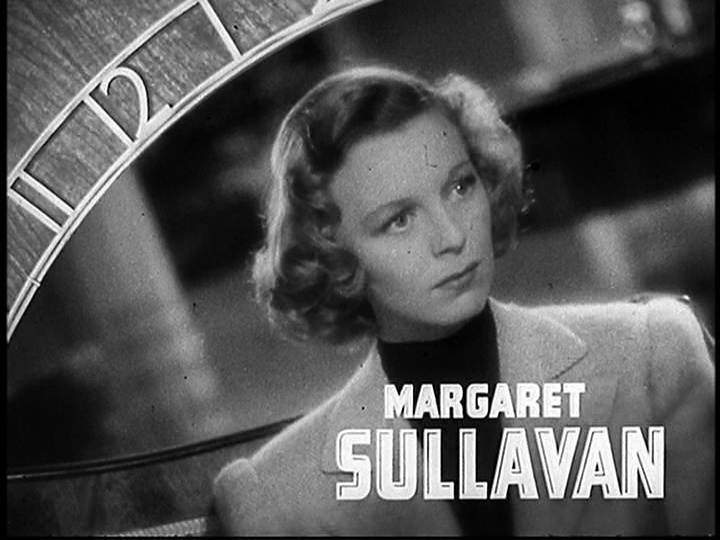
Nel film Ossessione del passato

- Solo una notte (Only Yesterday), regia di John M. Stahl (1933)
- E adesso, pover'uomo? (Little Man, What Now?), regia di Frank Borzage (1934)
- Le vie della fortuna (The Good Fairy), regia di William Wyler (1935)
- La rosa del sud (So Red the Rose), regia di King Vidor (1935)
- Ho amato un soldato (I Loved a Soldier), regia di Henry Hathaway (1936)
- Next Time We Love, regia di Edward H. Griffith (1936)
- Nel mondo della luna (The Moon's Our Home), regia di William A. Seiter (1936)
- Tre camerati (Three Comrades), regia di Frank Borzage (1938)
- The Shopworn Angel, regia di H.C. Potter (1938)
- Ossessione del passato (The Shining Hour), regia di Frank Borzage (1938)
- Scrivimi fermo posta (The Shop Around the Corner), regia di Ernst Lubitsch (1940)
- Bufera mortale (The Mortal Storm), regia di Frank Borzage (1940)
- Così finisce la nostra notte (So Ends Our Night), regia di John Cromwell (1941)
- Gli amanti (Back Street), regia di Robert Stevenson (1941)
- Amore per appuntamento (Appointment for Love), regia di William A. Seiter (1941)
- Angeli all'inferno (Cry Havoc), regia di Richard Thorpe (1943)
- Non siate tristi per me (No Sad Songs for Me), regia di Rudolph Maté (1950)

## Doppiatrici italiane
- Lydia Simoneschi in Solo una notte, E adesso, pover'uomo?[3], Non siate tristi per me
- Laura Carli in Ossessione del passato
- Rosina Galli in Scrivimi fermo posta
- Rosetta Calavetta in Bufera mortale
- Nella Maria Bonora in Gli amanti